# Педагогическая поэма (фильм)
«Педагогическая поэма» — советский художественный фильм 1955 года, поставленный режиссёрами Алексеем Маслюковым и Мечиславой Маевской по одноимённой книге воспитателя и педагога А. С. Макаренко.
В 1956 году фильм принимал участие в конкурсной программе Каннского кинофестиваля.

## Сюжет
Действие разворачивается в 1920 году. Первая колония для беспризорных детей была создана в селе Ракитном под Полтавой. Ребята проходят нелёгкий путь от беспризорничества до слаженного коллектива, вместе со взрослыми преодолевают трудности и невзгоды.

## В ролях
| Актёр                 | Роль                                           |
| --------------------- | ---------------------------------------------- |
| Владимир Емельянов    | Антон Семёнович Макаренко, директор            |
| Михаил Покотило       | Калина Иванович Сердюк, завхоз                 |
| Елена Лицканович      | Екатерина Григорьевна, старшая воспитательница |
| Нина Крачковская      | Лидочка, воспитательница                       |
| Сергей Петров         | Иван Иванович Осипов, воспитатель              |
| К. Михайлов           | Шарин                                          |
| Юрий Саранцев         | Бурун, воспитанник                             |
| Юлиан Панич           | Карабанов, воспитанник                         |
| Александр Суснин      | Лапоть, воспитанник                            |
| Георгий Юматов        | Задоров, воспитанник                           |
| П. Грубник            | Митягин, воспитанник                           |
| Я. Паничев            | Гуд, воспитанник                               |
| А. Чистик             | Таранец, воспитанник                           |
| Миша Чернов           | Тоська, воспитанник                            |
| Ваня Поплавец         | Зайченко, воспитанник                          |
| Ролан Быков           | Перец, воспитанник                             |
| Павел Кадочников      | Алексей Максимович Горький                     |
| Наталия Наум          | Наталка Петренко                               |
| Валентина Беляева     | Любовь Савельевна Джурицкая                    |
| Константин Барташевич | председатель народного образования             |

## Съёмочная группа
- Авторы сценария: И. Маневич, А. Маслюков
- Консультант: Г. Макаренко
- Постановка: А. Маслюкова, М. Маевской
- Главный оператор: И. Шеккер
- Режиссёр: А. Бочаров
- Оператор: В. Тышковец
- Композитор: А. Свечников
- Звукооператор: Н. Авраменко
- Художники:
  - декорации: М. Липкин
  - костюмы: Г. Нестеровская
  - грим: Н. Тихонова
- Ассистент режиссёра: В. Бузилевич
- Ассистент по монтажу: И. Карпенко
- Текст песни: С. Васильева
- Редактор: А. Перегуда
- Комбинированные съёмки:
  - оператор: И. Трегубова
  - художник: С. Старов
- Оркестр Министерства культуры УССР (дирижёр — К. Симеонов)
- Директор картины: Михаил Ротлейдер